# Сари Пандас
Сари Пандас — технічний (винний) сорт винограду, що використовується для виробництва білих вин.

## Історія
Сорт грецького походження, завезений до Криму дуже давно. Вперше згадується у роботі німецького вченого-енциклопедиста Петера-Симона Палласа у 1803 році. У 1933 році Сари Пандас виділено Всесоюзним науково-дослідним інститутом виноробства та виноградарства «Магарач» як перспективний сорт для приготування оригінальних десертних вин.

## Географія
Сорт вважається кримським автохтоном, де й культивується. Сари Пандас поширений у районі Судака і невеликими групами зростає у долині річки Отуз.

## Характеристики
Забирають пізно. Рівень цукру — 27 %. Використовується для виробництва сухих та десертних білих вин, високої якості зі своєрідним букетом.
Листя середньої величини, досить грубі (шкірясті), хвилясто-воронкоподібні, середньо розрізні, пластинка листа середньопухирчаста, невизначено вигнута або злегка воронкоподібна, краї листа відігнуті донизу. Верхня поверхня світло-зелена, матова, нижня — жовто-зелена. Середня лопать широко трикутна. Жилки листя щелені. Зубці на кінцях лопатей великі, трикутні з гострими або трохи закругленими вершинами. Крайові зубчики також великі, зазвичай гострі та зі слабко опуклими сторонами. Квітки функціонально жіночі. Грона середньої величини й великі, ширококонічні, часто з короткими верхніми лопатями, що стирчать в сторони. Ягоди середні, круглі, жовто-білі із засмагою на сонячній стороні у вигляді окремих світло-коричневих плям, з рідкісними сочевицями. Шкірка досить тонка, вкрита восковим нальотом. М'якуш досить щільний, не особливо соковитий, дещо хрумкий. Смак відрізняється приємним поєднанням цукристості та кислотності та специфічним ароматом. Сари Пандас належить до сортів пізнього періоду дозрівання, тривалість періоду вегетації від розпускання бруньок до повної зрілості становить 150-166 днів. Має відносно хороші показники родючості. Сорт відносно морозостійкий. Стійкість проти хвороб та шкідників, має середню стійкість проти грибкових хвороб.